# Robat Karim
Robat Karim (persiska رباطكريم) är en stad i Iran och ligger 27 kilometer söder om huvudstaden Teheran. Den tillhör provinsen Teheran och har cirka 100 000 invånare.